# Isola di Rainer
L'isola di Rainer (in russo: Остров Райнера, ostrov Rajnera) è un'isola russa nell'Oceano Artico che fa parte della Terra di Zichy nell'arcipelago della Terra di Francesco Giuseppe.

## Geografia
Isola di Rainer si trova nella parte nord della Terra di Zichy; ha una forma arrotondata con un diametro di circa 14 km e superficie di 140 km²; la sua altezza massima è di 284 m. Il suo territorio, ad eccezione di una piccola area a nord, capo Bowerman (мыс Бауэрмана), è coperto da ghiacciai.
È separata (a nord-ovest) dall'isola di Karl-Alexander dallo stretto di Scott-Keltie, largo 2,5 km; al largo della costa nord-est c'è la piccola isola di Ivanov.

## Storia
L'isola è stata così chiamata, nel 1874, dalla spedizione austro-ungarica al polo nord in onore dell'arciduca d'Austria Rainer Joseph Johann Michael Franz Hieronymus, Principe Reale di Ungheria e Boemia, noto anche come arciduca Ranieri d'Asburgo, uno dei nobili che avevano contribuito a finanziare l'impresa.

## Isole adiacenti
- Isola di Ivanov (Остров Иванова, ostrov Ivanova), a nord-est.
- Scogli di Lesgaft (рифы Лесгафта, rifi Lesgafta), gruppo di 7 isolotti più altri scogli minori; 2,5 km a nord.